# Maria Cocchetti
Maria Cocchetti (née le 19 juin 1966  à Lovere) est une athlète italienne, spécialiste de course de fond notamment course en montagne, marathon et semi-marathon.

## Biographie
Maria Cocchetti a notamment gagné le marathon de Rome en 2002 et réalisé le record féminin italien de 2002 avec un temps de 2 h 33 min 06 s.